# Мавзолей Эмир-Заде
Мавзолей Эмир-заде — архитектурный памятник в Самарканде, входящий в ансамбль Шахи-Зинда. Построен в 1386 году в эпоху Амира Темура.

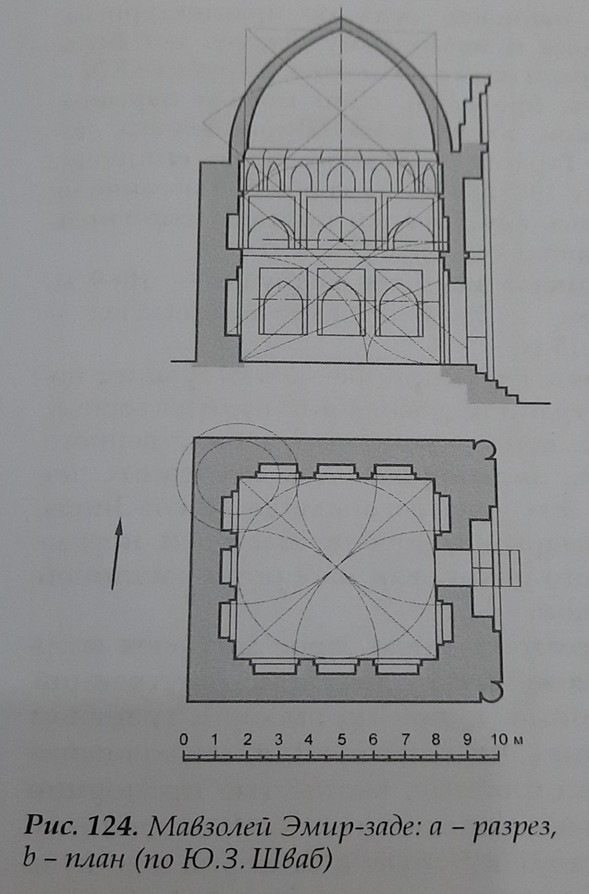
Из книги Немцевой Н. Б., Ансамбль Шахи-Зинда: история-археология-архитектура XI—XXI вв. Самарканд. 2019.

## Исторический срез
Мавзолей Эмир-заде уже много лет таит тайну захороненной здесь личности. Склеп никогда не вскрывался. Учёным имя захороненного лица неизвестно. Однако в «Зафар-наме» есть сведения о некоем Эмир-заде, названном племянником Амира Темура. Более информации о нём нет, но традиция приписывает мавзолею именно это имя.

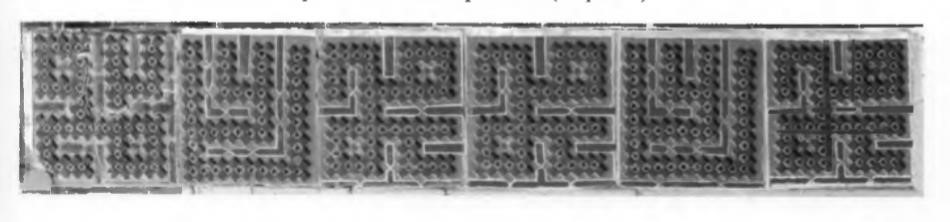
Из книги Бабаджанова Б., Рустамова У. Эпиграфика комплекса Шахи-Зинда (тексты, переводы).

## Описание мавзолея
Мавзолей Эмир-заде расположен напротив мавзолея эмира Хусейна, первым слева от чартака на крепостной стене. Структурно здание представляет тот же портально-купольный тип. В архитектурном отношении мавзолей повторяет формы мавзолея Шади-Мульк-ака.
Размеры мавзолея:
- Снаружи 10×9,2 м
- Внутри 7,5×7,5 м
- Высота 13,5 м

Куб четверика венчает вытянутый и заострённый, рубчатый снаружи купол, фасад подчёркнут богато убранным порталом с неглубокой входной нишей. В облицовках портала основное место занимает многообразная по мотивам многоцветная майолика.

## Интерьер мавзолея
Архитектурное решение интерьера выполнено в строго классическом стиле — три ниши на каждой стене вместо одной и дополнительный шестнадцатигранник под куполом придают мавзолею лёгкость и стройность. Строгий интерьер в светлых тонах, покрытый белым ганчем, отличается от более мрачных по цвету, перегруженных тяжёлым керамическим декором интерьеров более ранних мавзолеев (например, мавзолея Шади-Мульк-ака).

## Эпиграфика
По периметру портала белыми буквами на синем фоне надпись, от которой сохранилась лишь часть. Почерк своеобразен и являет собой сочетание двух видов почерков — сулс и насх. Диакритика регулярная. Посвятительная надпись начинается на правом пилоне, средняя часть утрачена. Завершение на левом пилоне. Оставшаяся надпись читается следующим образом:
«Высокое указание [на возведение] возвышенного здания и прочного сооружения, предохранённого от разрушений, сделал Амир великий и почтенный … в благословенном Аллахом месяце шавваль года семьсот восемьдесят восьмого (2—30 ноября 1386 года)».
На щековых стенах портала имеются по шесть картушей, выложенных из рельефных майоликовых плит. В них квадратным куфи зашифрованы надписи, напоминающие по очертаниям обычный геометрический узор. Это надпись, в которой удалось угадать повторяющиеся в трёх картушах фрагменты из Корана (112: 1-4), и в остальных трёх — шахада: «Нет Бога, кроме Аллаха, Мухаммад — посланник Аллаха».
На щипцовой стене арки портала на квадратных майоликовых плитках имеется надпись в виде чередующихся текстов.
Почерк квадратный куфи баннайи, напоминающий геометрический узор. Здесь повторяются имена Пророка и его зятя четвёртого праведного халифа Али.

## Галерея

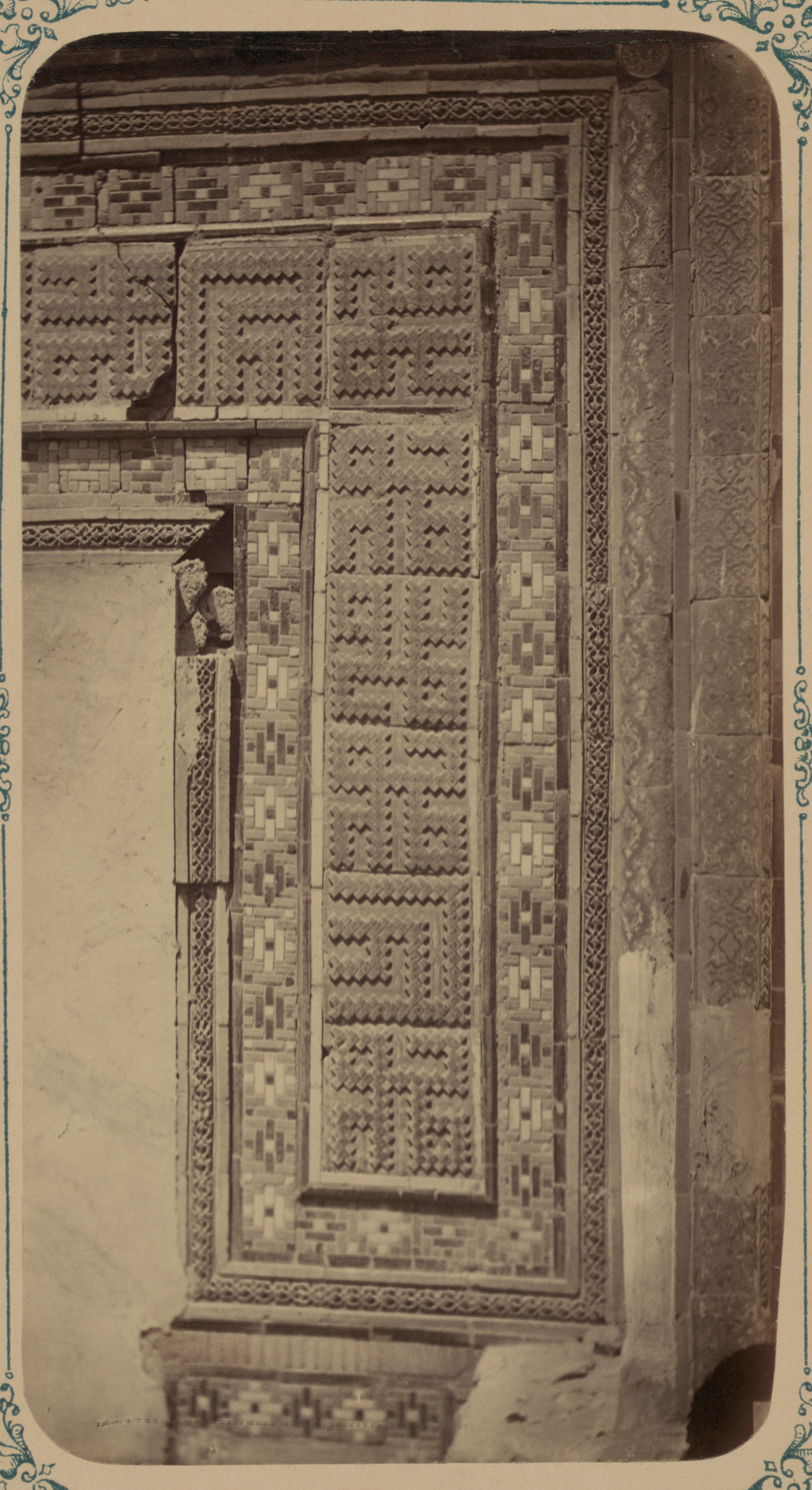
1870
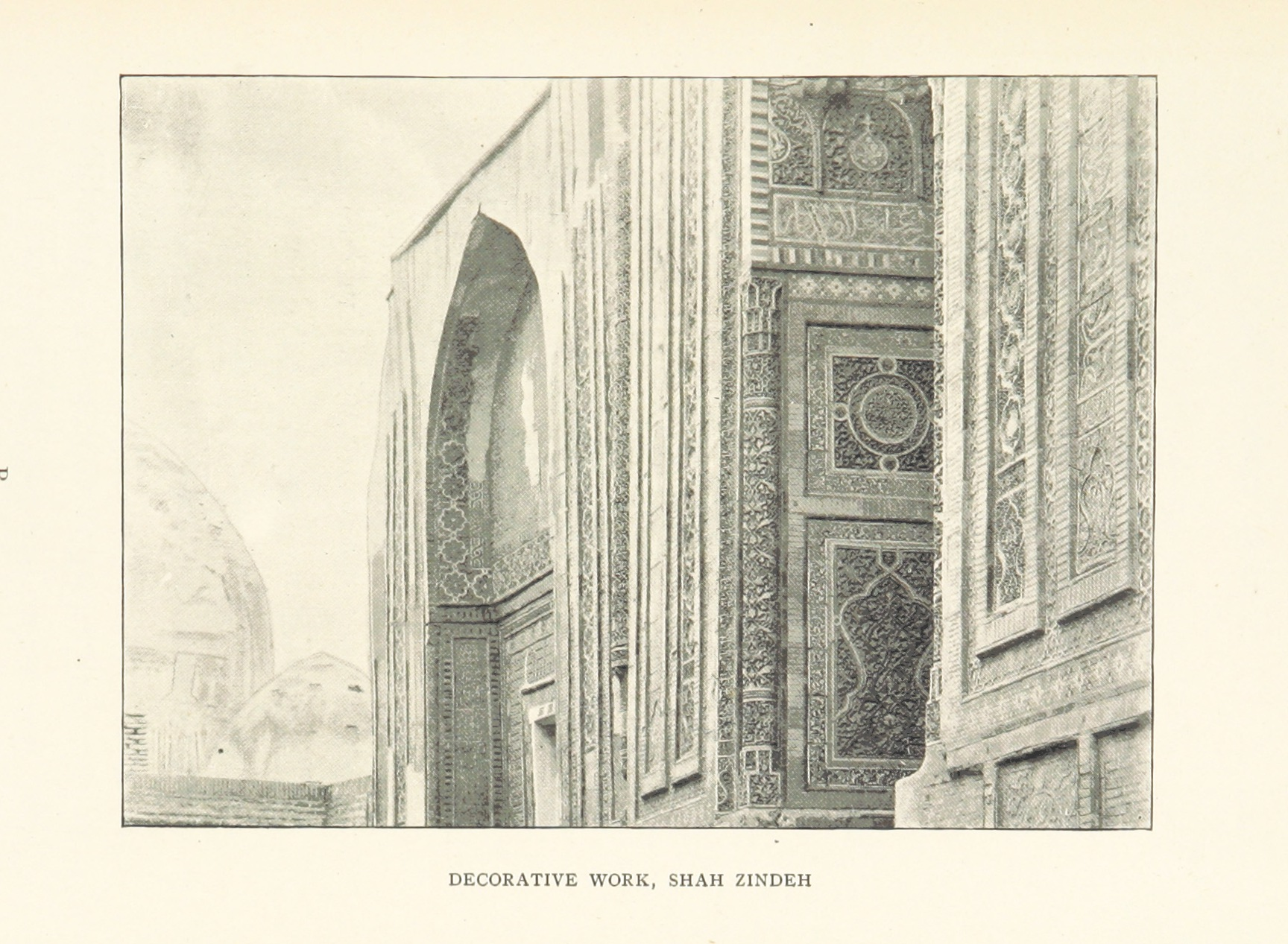
1870
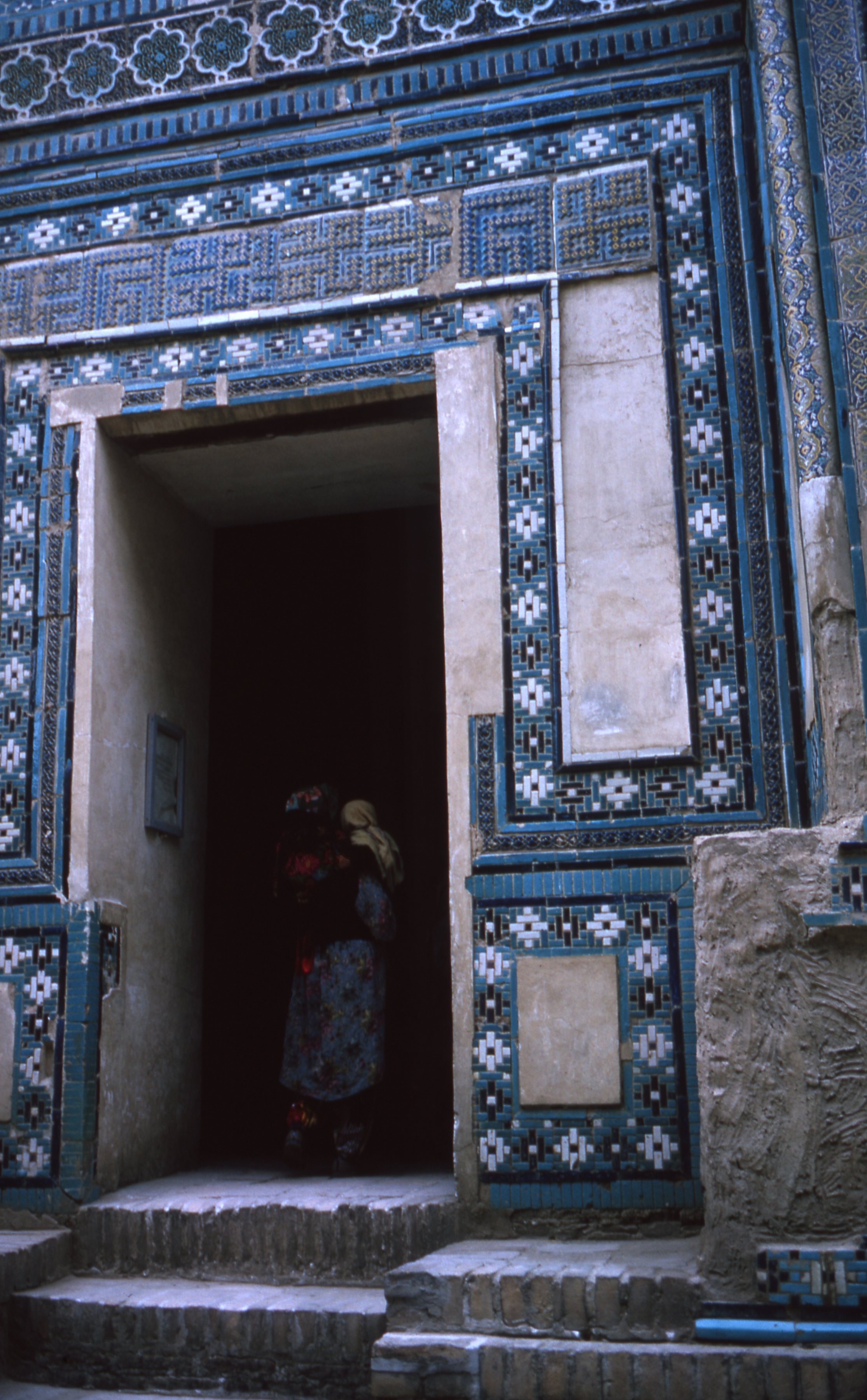
1964
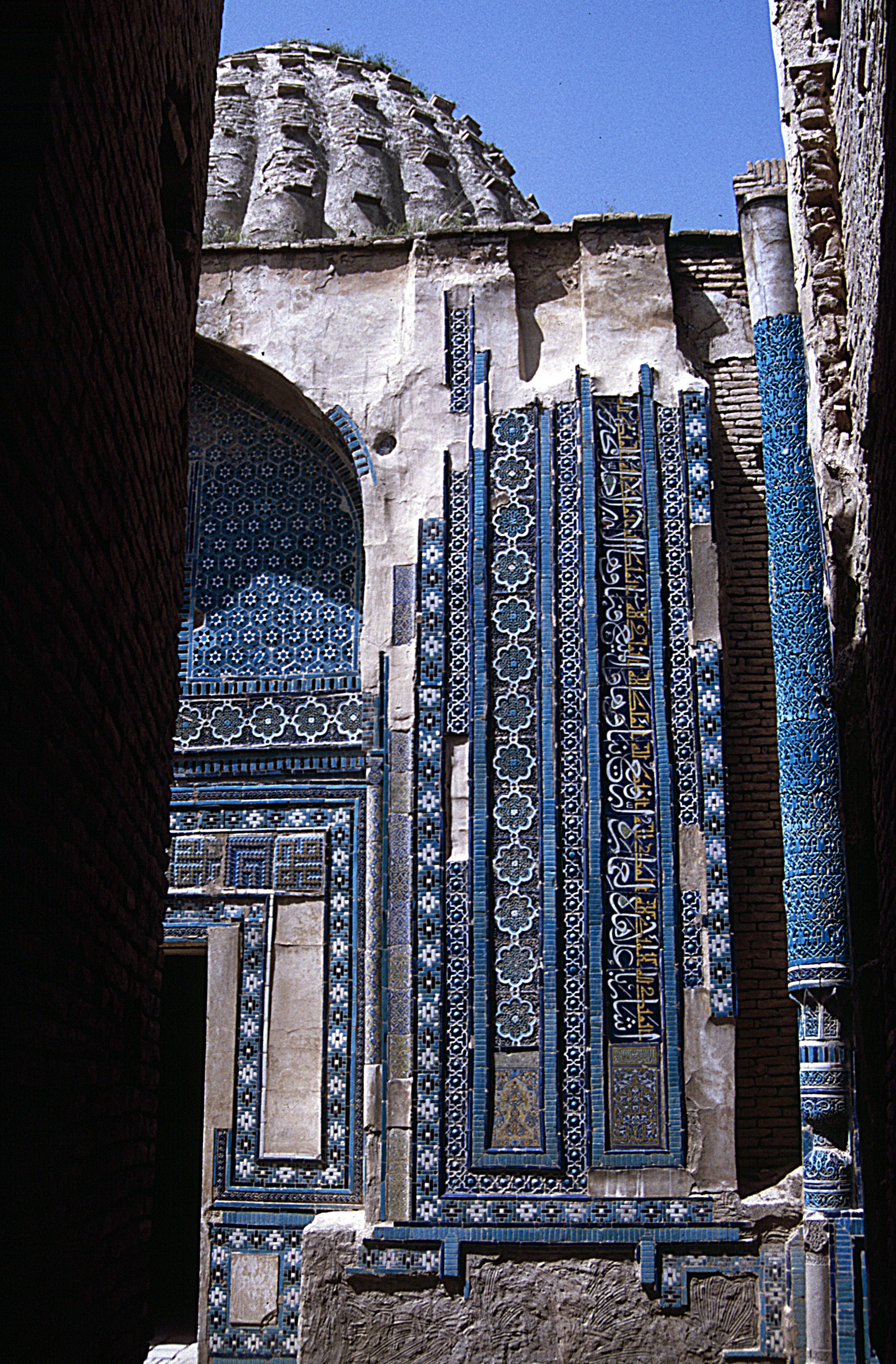
1992
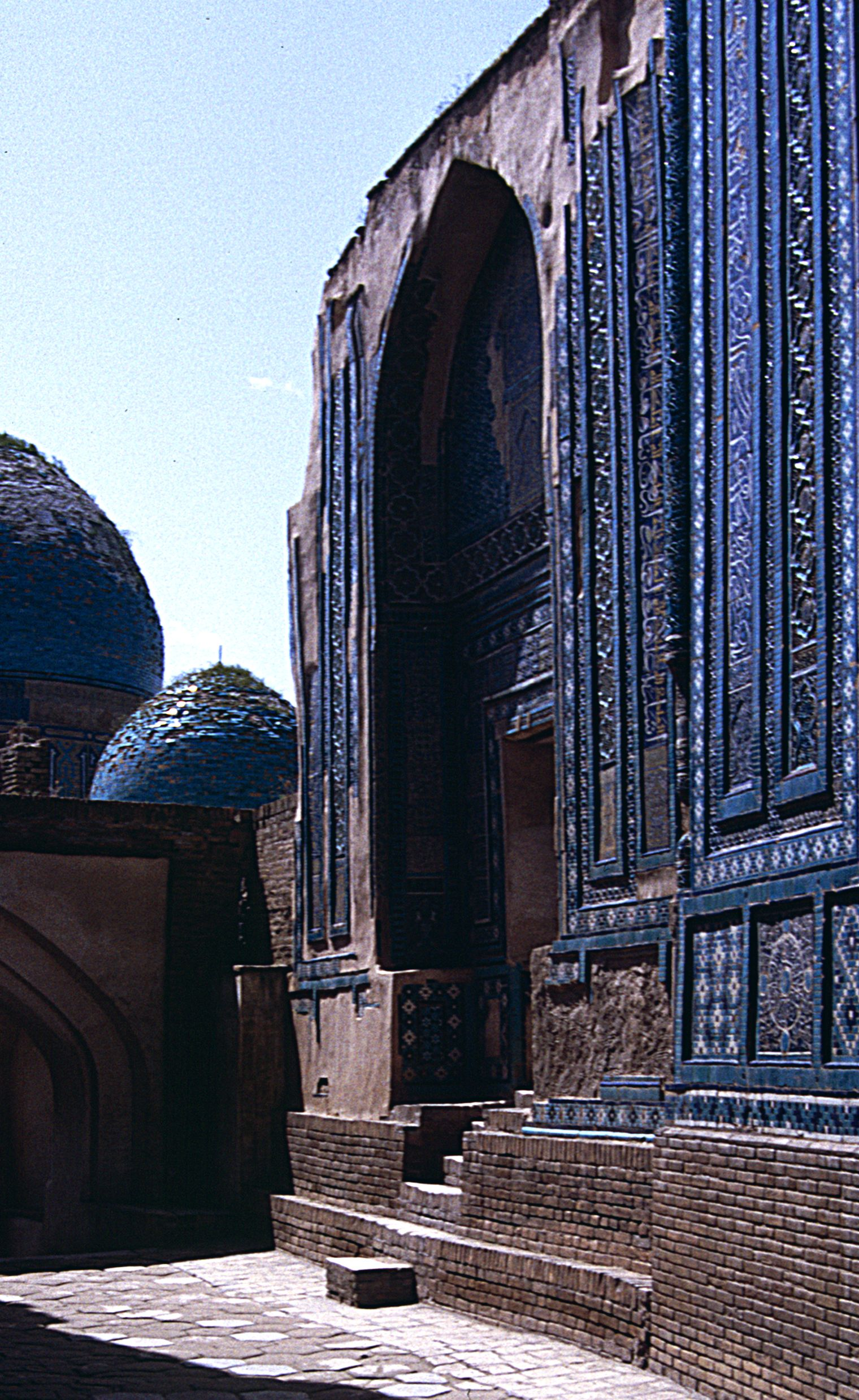
1992
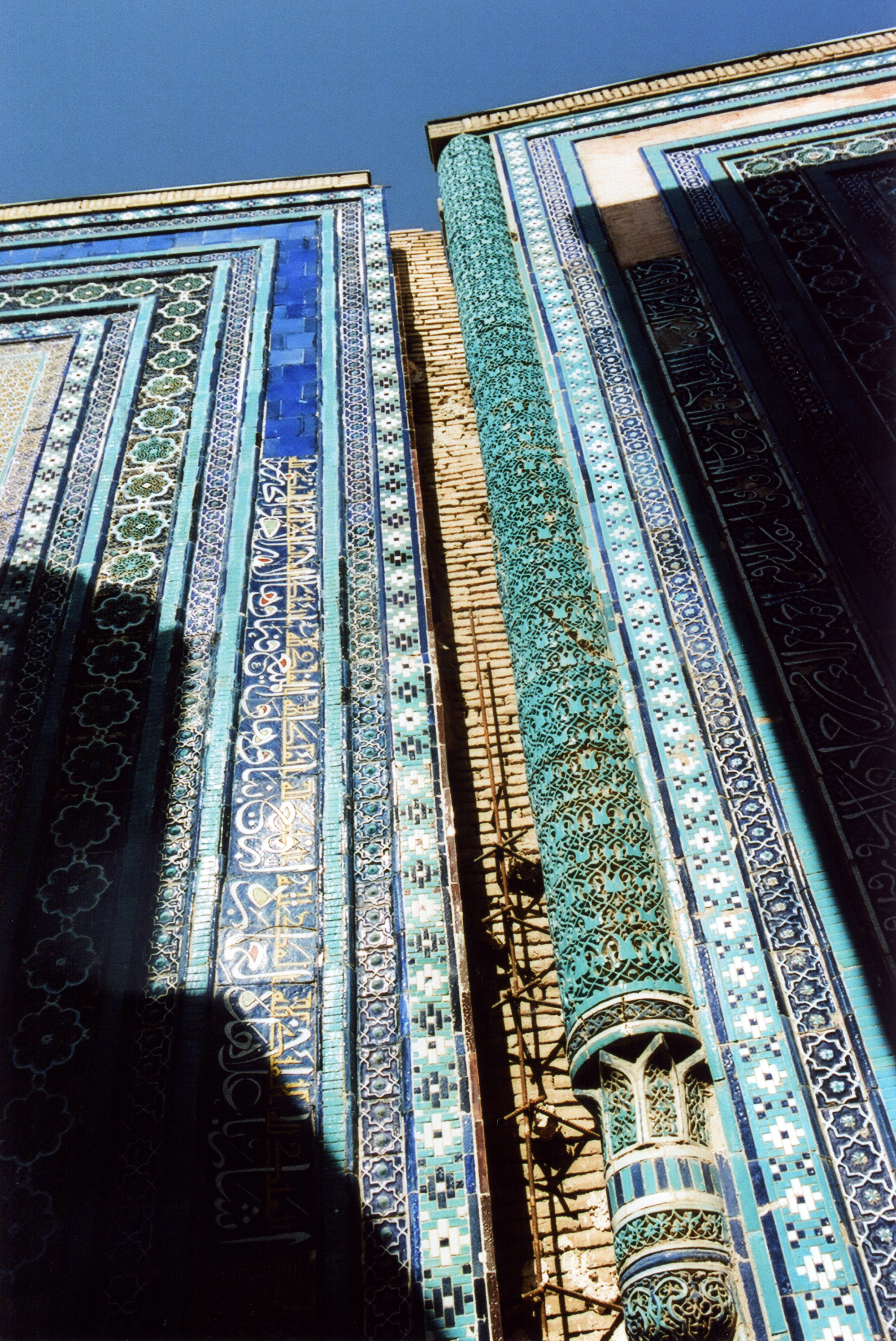
2010
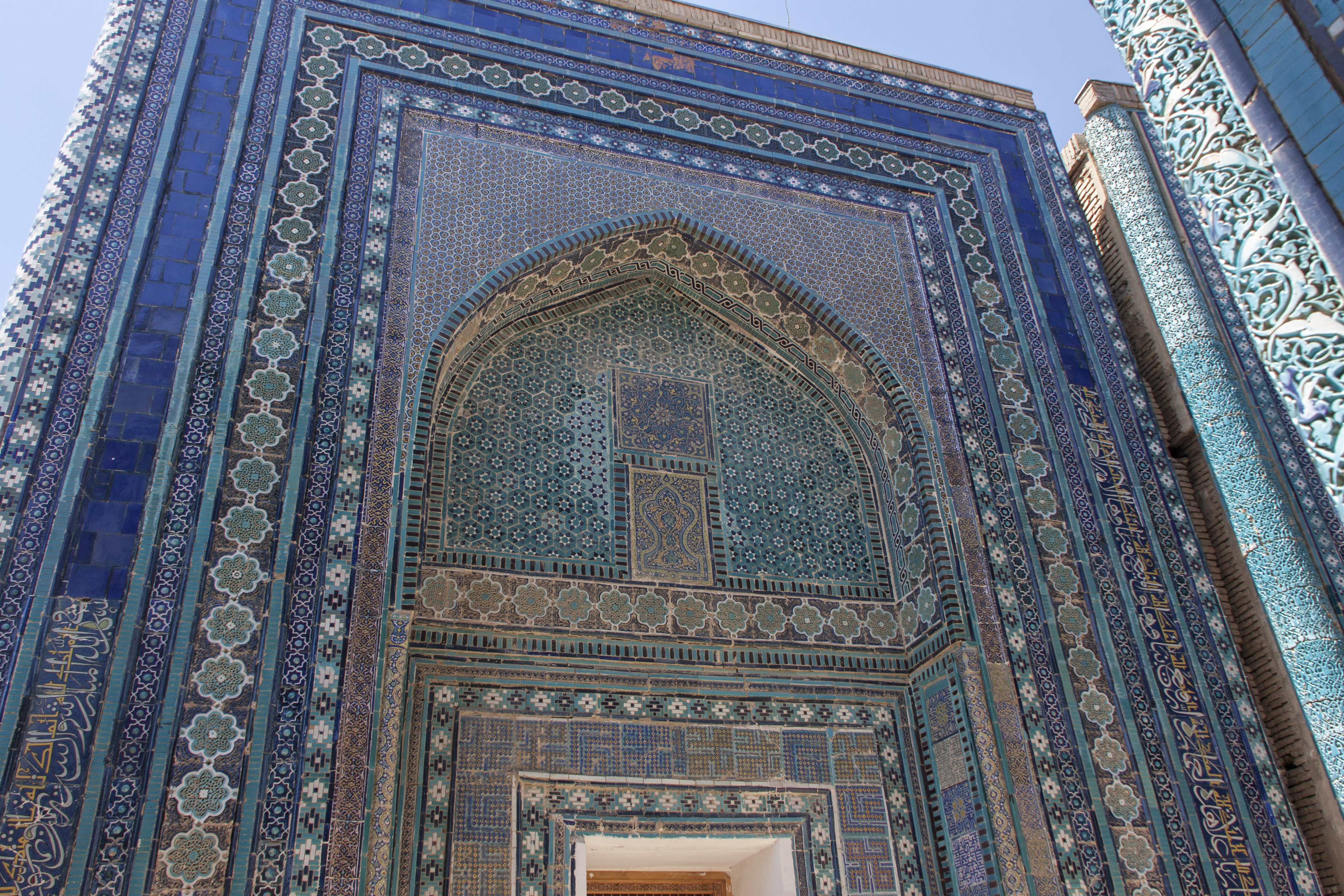
2017
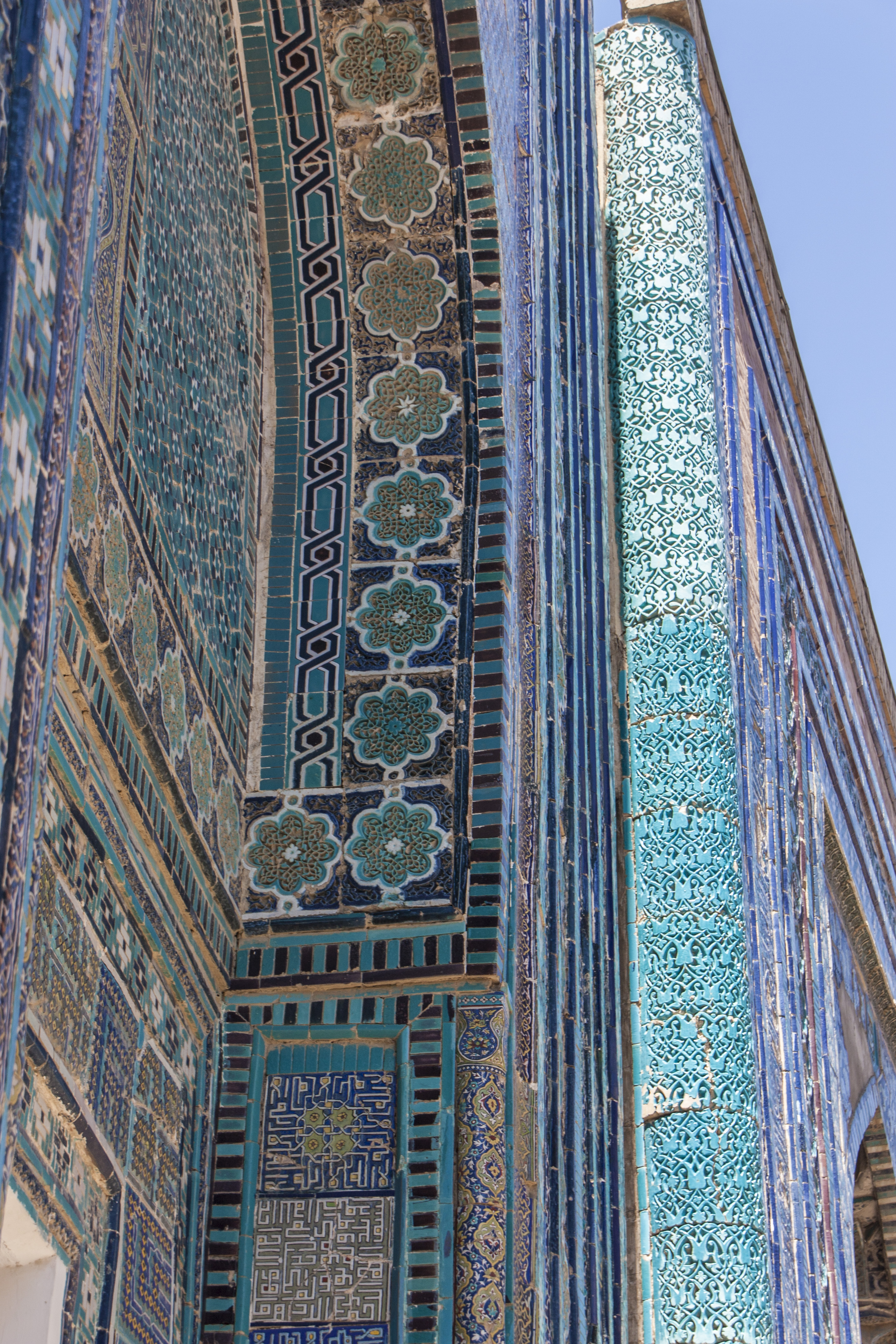
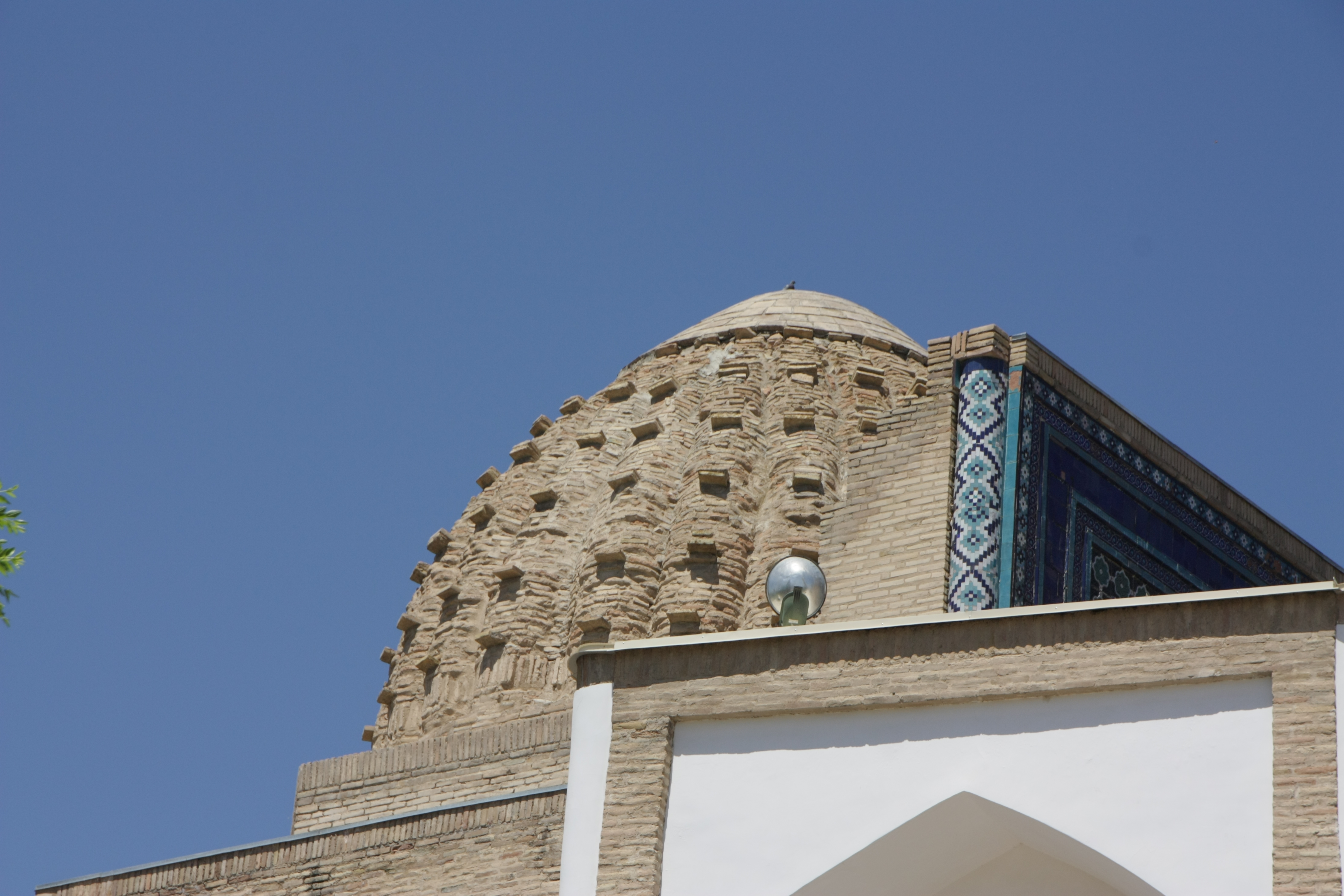